# Générations NC
Ne doit pas être confondu avec Génération.s.
Générations NC est un parti politique non indépendantiste de Nouvelle-Calédonie fondé le 3 juillet 2019.
Il est formé par deux dissidents de Calédonie ensemble, Nicolas Metzdorf et Nina Julié, à la suite des élections provinciales de 2019. Ils reprochent entre autres à Calédonie ensemble d'avoir voulu monter une alliance avec plusieurs partis indépendantistes pour contrer la nouvelle majorité L'Avenir en confiance à l'Assemblée de la Province Sud. Ils dénoncent également un fonctionnement trop vertical du parti dirigé par le député Philippe Gomès,.

## Positionnement

### Ligne idéologique

Projet de drapeau issu du concours du Collectif pour un drapeau commun en 2010, et que Générations NC a repris à son compte.

Le parti s'inscrit au centre de l'échiquier politique néo-calédonien, en défendant une ligne :
- anti-indépendantiste mais régionaliste[3] voire nationaliste calédonien[12] et d'abord centraliste[3] puis fédéraliste à partir de 2024[4] concernant l'avenir institutionnel. Il propose notamment la reconnaissance, au travers d'un statut voulu « définitif » au sein de la Constitution française, d'une « identité calédonienne » ou d'un « peuple calédonien » spécifique et pluriculturel[12]. Plus précisément, il défend l'adoption du drapeau proposé en 2010 par le Collectif pour un drapeau commun (dont Nicolas Metzdorf était l'un des fondateurs), ou de n'importe quel autre étendard qui serait issu d'un « grand concours à l'échelle du pays », comme signe identitaire (et rejetant donc la solution dite des « deux drapeaux »), la simplification du nom de l'archipel en « Calédonie » sans le « Nouvelle » jugé trop connoté par la « colonisation » (mais sans, non plus, l'ajout ni la substitution avec l'appellation indépendantiste de Kanaky) et la commémoration du 26 juin (date anniversaire des accords de Matignon) comme « fête citoyenne » de « l'identité calédonienne ». Il veut également que la devise soit affichée dans toutes les écoles, et que l'hymne soit joué lors des cérémonies commémoratives militaires[13]. Concernant l'organisation interne de la collectivité, le parti a évolué : prônant initialement une « réunification calédonienne » et une « Calédonie une et indivisible », il propose d'abord la suppression des Provinces qui, d'après eux, « participent au mille-feuille administratif » tout en entretenant « division entre Loyalistes et Indépendantistes » et exacerbant « la revendication des indépendantistes du Sud »[3],[9] ; mais, après les émeutes de 2024, le parti se met au contraire à défendre une position déjà plus largement partagée par ses alliées Loyalistes, à savoir un Fédéralisme interne avec des compétences renforcées pour les Provinces, « où chacun pourrait vivre comme il l'entend en menant les politiques publiques qu'il souhaite pour garantir cette sécurité et ce niveau de vie à ses citoyens » d'après Nina Julié[4]. Enfin, comme tous les partis non-indépendantistes, il défend une citoyenneté calédonienne « ouverte », sans le « gel du corps électoral » décidé en 2007[9],[12] ;
- écologiste[8] en défendant une « stratégie de développement avec au cœur, l'environnement, dans toutes ses dimensions » et afin de « se préparer à s'adapter » au « risque du réchauffement climatique ». Son projet prévoit « de placer l’écologie calédonienne au cœur de toutes les politiques publiques » au travers d'un « ministère dédié à la résilience et à la transition écologique » au sein du gouvernement de la Nouvelle-Calédonie. Le parti défend également la création d'une fiscalité locale sur les exportations de minerai brut de nickel[9]. Concernant la gestion des déchets, les quatre candidats du mouvement dans les communes de l'agglomération du Grand Nouméa aux municipales de 2020 ont proposé « de mettre en place le tri en porte-à-porte » et d'acheminer les déchets « vers un centre de tri partagé », aux côtés d'autres mesures plus spécifiques (consignes, déchetteries mobiles, poules, quais d'apport volontaire...)[14]. Générations NC s'est, de plus, opposé aux politiques d'abattages (appelées localement « prélèvements ») de requins décidées par la mairie de Nouméa et la Province Sud à la suite d'une série d'attaques[15] ;
- progressiste sur le plan social, en défendant ce qu'ils appellent une « société moderne », anticommunautariste, antiraciste, égalitaire et « tolérante », pour que « tout individu sur terre puisse être libre de ses choix de vie », « que l’on soit LGBT ou hétérosexuel »[16]. Concernant l'égalité femme-homme, le parti propose d'instituer un congé parental « partagé » à égalité entre les deux parents[5] ;
- libéral ou social-libéral au sujet de l'économie, Nicolas Metzdorf affirmant dans un entretien aux Nouvelles calédoniennes en septembre 2020 être « plus libéraux » que Calédonie ensemble. Il dit alors vouloir « lutter contre les inégalités sociales » et « plus de solidarité dans notre pays », mais que pour y arriver « il faut avoir de l’argent public », donc « que les entreprises et les ménages gagnent de l’argent et qu’ils paient des impôts », ce qui implique de « permettre aux entreprises de gagner de l’argent »[6] ;
- europhile, Générations NC souhaite que, à terme, la Nouvelle-Calédonie devienne une région ultrapériphérique (RUP) de l'Union européenne plutôt qu'un Pays et territoire d'outre-mer (PTOM) ainsi que « le quartier général de l’Union Européenne dans le Pacifique», dans le cadre de l'« Axe Indo-Pacifique » de plus en plus envisagé par les pays européens. Ils prévoient ainsi que « plusieurs projets d’envergure pourraient voir le jour en Nouvelle-Calédonie dont une base militaire incluant une participation européenne ». Ils veulent enfin demander que « la Nouvelle-Calédonie soit représentée dans toutes les instances européennes qui traitent des sujets pouvant l’intéresser », de voir se « renforcer le bureau européen installé à Nouméa » et de revoir « le découpage électoral des élections européennes » pour obtenir un siège de député européen représentant spécifiquement l'archipel[9].

### Alliances
Nationalement, ses principaux membres ont rejoint La République en marche (LREM) avant la création de Générations NC, parti métropolitain devenu Renaissance en 2022. Localement, Générations NC n'a jamais rejoint L'Avenir en confiance, principale coalition non-indépendantiste qui a remporté les provinciales de 2019 contre Calédonie ensemble dans le Sud, mais a fait campagne commune avec cette dernière pour le « non » lors des consultations sur l'indépendance de 2020 et 2021, au sein d'un front commun appelé « Les Loyalistes » ou encore « Les voix du non »,.
Ils forment également des listes conjointes dans plusieurs communes lors des municipales de 2020 avec une ou plusieurs composantes de L'Avenir en confiance, et surtout avec Les Républicains calédoniens de Sonia Backès : à Boulouparis (avec également Tous Calédoniens de Pascal Vittori, qui est élu maire de cette commune), Koné (où le militant de Générations NC Edwin Billet est choisi pour mener la liste d'union de tous les non-indépendantistes), La Foa au second tour (Nicolas Metzdorf y étant élu maire grâce à la fusion avec la liste de L'Avenir en confiance), Lifou, Maré (dans des listes d'alliances anti-indépendantistes menées respectivement par les Calédonie ensemble Jean-Éric Naxué et Lucien Bob), Ouvéa (toujours dans une coalition loyaliste dirigée par l'ancien sénateur Simon Loueckhote des Républicains calédoniens) et Poya (liste d'union anti-indépendantiste de Jacques Bousquet, du Rassemblement).
Puis, pour l'élection présidentielle de 2022, la plupart des cadres du parti (Nicolas Metzdorf, Nina Julié, Cynthia Jan, Emmanuel Bérart) se retrouvent dans le comité de soutien néo-calédonien à la réélection d'Emmanuel Macron, constitué en décembre 2021, avant même que celui-ci n'officialise sa candidature, et où se retrouvent également de nombreuses personnalités des Républicains calédoniens (Calédonie ensemble soutient également le président sortant, mais encore une fois en faisant campagne de son côté). Cela aboutit à l'éclatement de L'Avenir en confiance et à la création le 13 avril 2022 d'un nouveau groupe politique au Congrès, lui aussi appelé « Les Loyalistes », où Nicolas Metzdorf, jusque là non-inscrit, rejoint les membres des Républicains calédoniens mais aussi du Mouvement populaire calédonien ainsi qu'un dissident du Rassemblement. Et, quelques semaines plus tard, une Union loyaliste se constitue avec Calédonie ensemble pour rassembler les non-indépendantistes et présenter des candidatures communes de la « Majorité présidentielle (Ensemble) » pour les législatives en Nouvelle-Calédonie : le sortant Philippe Dunoyer de Calédonie ensemble dans la 1re circonscription et Nicolas Metzdorf de Générations NC dans la seconde qui bénéficie alors du désistement du sortant de Calédonie ensemble Philippe Gomès. Le lendemain, l'« Union loyaliste » est confirmée entre Les Républicains calédoniens (et en son sein le MRC), Calédonie ensemble, Générations NC et le MPC afin de former un mouvement fédérateur (chaque parti conservant toutefois son existence propre) lié à La République en marche (en passe d'être rebaptisé « Renaissance ») et dirigé par Sonia Backès. Leur but est de défendre ces candidats de la « majorité présidentielle » aux élections législatives, de constituer un groupe commun baptisé « Union loyaliste » au Congrès (agrandi donc des six élus de Calédonie ensemble, mais qui n'a finalement pas vu le jour) et de peser ensemble dans les discussions sur l'avenir institutionnel.
Après leur victoire, le 22 juin 2022, les dirigeants des quatre formations présentent les statuts de la nouvelle confédération unissant leurs partis, sous le nom d'« Ensemble ! ». Une campagne d'information est également lancée auprès des militants afin de leur présenter cette union, après des années d'affrontements (surtout entre Calédonie ensemble et les autres mouvements), et pour préparer le congrès fondateur.

### Électorat
D'après Nicolas Metzdorf, l'électorat du parti est « non-indépendantiste, progressiste, calédonien, broussard, plutôt écologiste sur le Grand Nouméa ».

## Personnalités
Il est présidé par Nicolas Metzdorf, qui a été élu député Renaissance de la 2e circonscription en 2022 grâce à la confédération « Ensemble » puis de la 1re circonscription en 2024 grâce à l'alliance des Loyalistes et du Rassemblement, et qui est également membre du Congrès et de l'Assemblée de la Province Sud. Il a pour porte-parole Nina Julié, conseillère provinciale du Sud également ainsi que cheffe de l'opposition municipale au Mont-Dore depuis 2020 et élue au Congrès depuis 2025. Cynthia Jan, la sœur de Nicolas Metzdorf, conseillère municipale de Dumbéa depuis 2020, en est la secrétaire générale.